# Ringkøbing-Skjern Museum
Ringkøbing-Skjern Museum er et fusionsmuseum for museer i Ringkøbing-Skjern Kommune. Ringkøbing Museumsforening blev stiftet i 1908 og har haft base i den nuværende bygning siden 1922.
2013 var der 14 tilknyttede museer:
- Bork Vikingehavn
- Lyngvig Fyr
- Abelines Gaard (fredet bygning)
- Strandgaarden (fredet bygning)
- Kaj Munks Præstegård
- Bundsbæk Mølle
- Dejbjerg Jernalder
- Skjern Å Museet ('Bymuseet Skjern' ?)
- Skjern Reberbane
- Skjern Vindmølle
- Hattemagerhuset
- Gåsemandens Gård (fredet bygning)
- Fahl Kro
- Ringkøbing Museum

|  |  |  |